# Olivier Bausset
Olivier Bausset (Aviñón, 1 de febrero de 1982) es un deportista francés que compitió en vela en la clase 470. 
Participó en los Juegos Olímpicos de Pekín 2008, obteniendo una medalla de bronce en la clase 470 (junto con Nicolas Charbonnier). Ganó una medalla de plata en el Campeonato Europeo de 470 de 2007.

## Palmarés internacional
| \| Juegos Olímpicos \| Juegos Olímpicos \| Juegos Olímpicos \| Juegos Olímpicos \| \| Año \| Lugar \| Medalla \| Clase \| \| ------------------ \| ----------------- \| ----------------- \| ---------------- \| \| 2008 \| Pekín (China) \| Medalla de bronce \| 470 \| \| Campeonato Europeo \| \| \| \| \| Año \| Lugar \| Medalla \| Clase \| \| 2007 \| Salónica (Grecia) \| Medalla de plata \| 470 \| |                   |                   |       |
| Juegos Olímpicos |                   |                   |       |
| Año | Lugar             | Medalla           | Clase |
| 2008 | Pekín (China)     | Medalla de bronce | 470   |
| Campeonato Europeo |                   |                   |       |
| Año | Lugar             | Medalla           | Clase |
| 2007 | Salónica (Grecia) | Medalla de plata  | 470   |